# 帕拉修斯
以弗所的帕拉修斯（希臘語：Παρράσιος ο Εφέσιος），约活动于公元前5世纪前后。古希腊以弗所的画师之一，公元前430年至公元前390年为其创作期，他主要在雅典从事创作，宙克西斯的侪辈，并且是其竞争对手。他的人物画栩栩如生，有二十多件作品为人所知（但均已失传）。尽管其最著名的作品系《雅典人》，展示了雅典人的各种品格，但他的大部分作品均是神话人物，且为单人像。他还为工匠在木料与皮纸上作画，另外，他也写过绘画方面的论著。

## 扩展阅读
- 本条目包含来自公有领域出版物的文本: Chisholm, Hugh (编).  (第11版). London: Cambridge University Press. 1911.